# Oreomunnea mexicana
Oreomunnea mexicana là một loài thực vật có hoa trong họ Juglandaceae. Loài này được (Standl.) J.-F. Leroy mô tả khoa học đầu tiên năm 1951.